# Gangxi, Shandong
Gangxi (kinesiska: 港西, 港西镇) är en köpinghuvudort i Kina. Den ligger i provinsen Shandong, i den östra delen av landet, omkring 490 kilometer öster om provinshuvudstaden Jinan. Antalet invånare är 19 246. Befolkningen består av 10 532 kvinnor och 8 714 män. Barn under 15 år utgör 6,0 %, vuxna 15-64 år 79 %, och äldre över 65 år 13,0 %.
Runt Gangxi är det tätbefolkat, med 411 invånare per kvadratkilometer. Närmaste större samhälle är Chengshan, 10,9 km öster om Gangxi. Trakten runt Gangxi består till största delen av jordbruksmark.
Genomsnittlig årsnederbörd är 717 millimeter. Den regnigaste månaden är juli, med i genomsnitt 210 mm nederbörd, och den torraste är januari, med 14 mm nederbörd.